# Italská renesance

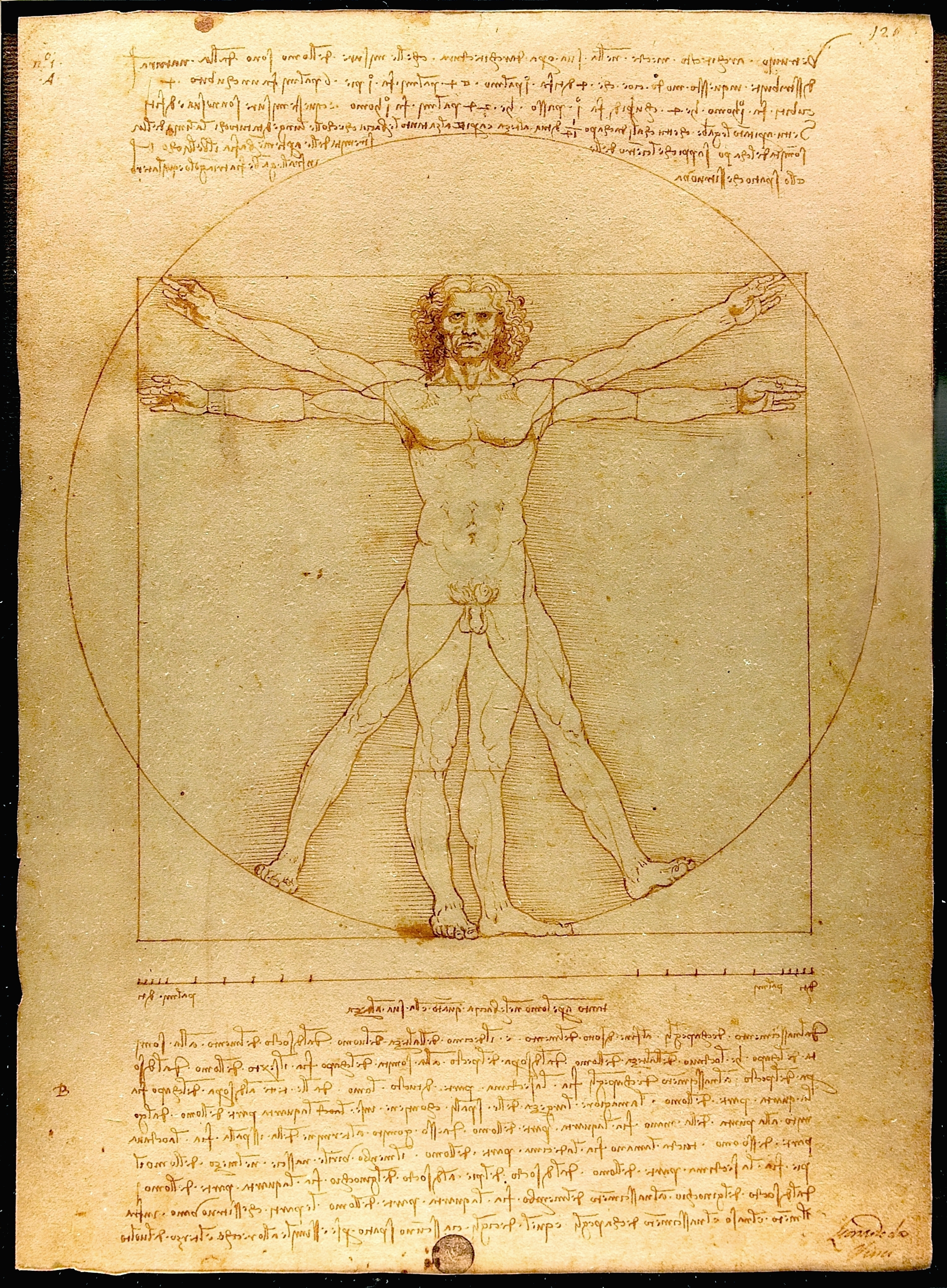
Vitruvius, dílo Leonarda da Vinciho

Italská renesance (či vlašská renesance) se zformovala ve 14. století jako životní styl a kultura vyjadřující názory podnikavého severoitalského měšťanstva, které stály ve výrazném protikladu k dosud panujícím středověkým poměrům. Tento pojem označuje také období uměleckého rozkvětu, jímž prošla severoitalská města od konce 13. století do 16. století. V 1. polovině 16. století vyústila renesance v myšlenkově ne tak převratný manýrismus.
Italská renesance se obvykle dělí na trecento (14. století) – období protorenesance, quattrocento (15. století, resp. 1420–1500) – raná renesance a cinquecento (16. století) – vrcholná renesance a přechod k manýrismu.

## Popis

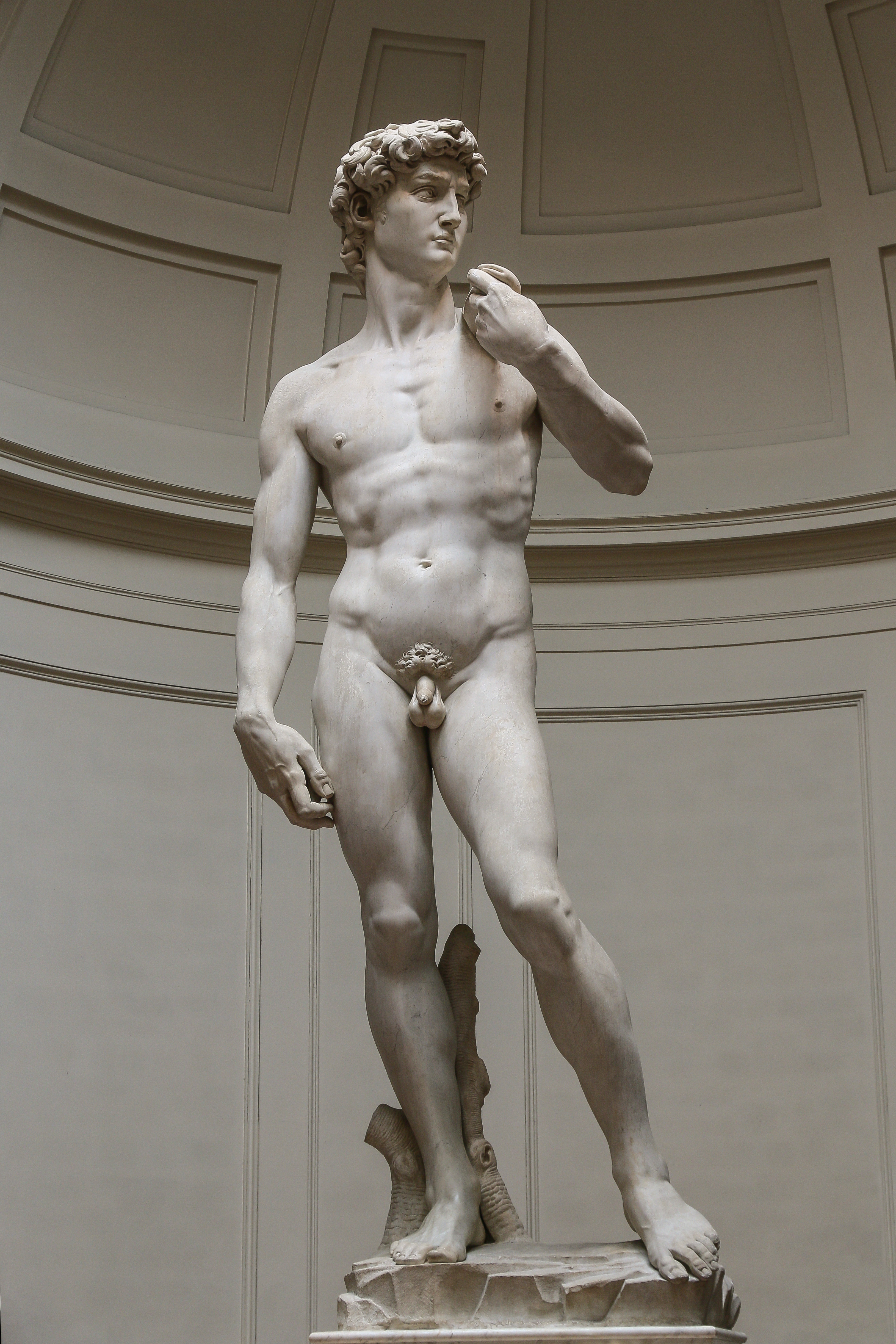
Michelangelo Buonarroti: David jako symbol vítězné florentské republiky, zároveň vypodobení dokonalé mužské krásy

V severní Itálii se už ve středověku žilo a smýšlelo jinak než v ostatních zemích Evropy, kde měla hlavní slovo šlechta, žijící na venkově. Tady na sebe strhlo moc bohaté měšťanstvo. Typickou postavou tu nebyl rytíř, kněz nebo mnich, ale podnikatel – obchodník, finančník či majitel manufaktury a také všestranně nadaný umělec a vzdělanec. Názory a životní postoje severoitalských městských vrstev daly vzniknout renesanci, kterou nelze chápat pouze jako nový umělecký sloh, ale kulturní proud v nejširším smyslu, nový životní styl a vidění světa. Renesance v tomto pojetí představuje soubor společenských hodnot vytvořených lidmi, kteří přehodnotili své dosavadní postoje a dospěli k novým hodnotám.
Vysvětlit, co je renesance, není jednoduché. Tento pojem zahrnuje řadu mnohotvárných jevů a proudů, vzájemně propojených i odlišných. Proto se výklad historiků na toto téma velmi různí. Nejde samozřejmě o pouhý popis uměleckých děl a literárních výtvorů, ale také o charakteristiku prostředí, ve kterém vznikaly, a idejí, které stály u jejich zrodu.
Pojem renesance byl odvozen z italského slova rinascita, který označuje znovuzrození. V tomto případě šlo o znovuzrození, oživení antické kultury, ke které začali ve 14. – 15. století vzhlížet s nadšeným obdivem italští literáti, vzdělanci, stavitelé i umělci. Četli spisy římských i řeckých autorů, hledali podněty v architektuře a umění starověku, obdivovali politickou velikost antického Říma a toužili po obnovení římské říše, která by znovu sjednotila celou Itálii (Dante Alighieri, Francesco Petrarca). Nelze však tvrdit, že objevili antickou kulturu. Spisy starověkých autorů byly využívány během celého středověku, ale z hlediska katolické věrouky.
Důraz byl kladen na obrácení pozornosti k Bohu a na posmrtný život. Italští měšťané zaměřili svoji pozornost na člověka a jeho pozemské záležitosti – tak pronikl do renesančního myšlení humanismus.
Humanistické a renesanční názory ovlivnily postupně umění, které přestalo sloužit v první řadě církvi a její propagandě. Literaturu, již nepsaly pouze duchovní osoby jako ve středověku, ale světští intelektuálové. Dávno mrtvou latinu, která již měla málo společného s klasickým jazykem Cicerona nebo Vergilia, nahradil živý jazyk. Dále byly ovlivněny filologie, filosofie, dějepisectví, právní věda, a dokonce také praktická politická činnost. Také historie se stala praktickým oborem. Dějepisci se snažili nalézt v dějinách poučení pro svoji dobu: jak se má žít, jak vládnout a čeho se vyvarovat. Zájem o antickou kulturu a vzdělanost však vedl na druhé straně k rozšíření studia klasického latinského a řeckého jazyka.
Renesanční umělci a literáti zpočátku napodobovali antické vzory. Další generace začala toužit po osobitosti a hledat vlastní cesty. Vyvrcholení těchto snah představuje dílo Leonarda da Vinci ve výtvarném umění a Niccoly Machiavelliho v oblasti státoprávní vědy (politologie).
Nejvýrazněji se vliv antiky projevil v umění, ve stavitelství, sochařství a malířství.
Renesance byla zpočátku záležitostí výlučně severoitalskou – rozhodující impulsy vycházely především z Toskánska, kde se od 12. století prudce rozvíjejí města v čele s Florencií a Sienou. Jižní Itálie, kde existovala od počátku 14. století dvě království, sicilské a neapolské, nemělo s ostatním územím příliš kontakt. Na formování renesance se nepodílela ani střední Itálie, většinou bezprostředně ovlivněná papežským státem. Renesance sem pronikla teprve později, po nástupu tzv. renesančních papežů (především Julia II.).

## Florentská renesance
Počátkem 14. století dosáhla Florencie vrcholného rozkvětu a navzdory přírodním pohromám, bankrotům a politickým nepokojům, které ji potkaly během století, patřila na počátku 15. století k nejbohatším městům v severní Itálii a v Evropě vůbec. Vděčila za to rozvinuté výrobě sukna, které zde bylo nejen vyráběno, ale také barveno barvivy dováženými z Orientu. Dalším zdrojem bohatství bylo bankéřství. Bankéřský rod Medicejských poskytoval služby papežům a jejich kanceláře byly otevřeny v Lyonu, Flandrech a Londýně. Od roku 1252 se tu razil zlatý florén, který se stal hlavní měnou evropského obchodu a byl napodobován v mnoha zemích. Podle svědectví historika Giovanniho Villaniho měla Florencie počátkem 14. století 100 tisíc obyvatel, 110 kostelů, 30 špitálů, 40 bank a 200 soukenických dílen.
Bohatý městský stát představoval ideální prostředí pro rozvoj umění. Bylo zde dostatek mecenášů, pocházejících z nepředstavitelně zámožných rodů, intenzivní konkurenční prostředí a existující možnost osobního ocenění. Nejmocnější postavou Florencie se od roku 1434 stal příslušník bohatého bankovního domu Medici, Cosimo Medicejský, zvaný Il Vecchio (Starý) který kromě nesporného obchodnického talentu byl také znalcem Platóna a jedním ze zakladatelů Platonské akademie ve Florencii (1438). Tato instituce oživila zájem o antickou minulost a měla obrovský intelektuální vliv v celé Itálii. Mimo jiné obnovila také zájem o znalost řeckého jazyka. Cosimovou zásluhou byla do kláštera San Marco nastěhována skupina dominikánských mnichů, mezi nimiž byl Fra Angelico, který klášter vyzdobil svými malbami. Stejně tak pro něj pracoval Filippo Lippi, budoucí učitel Botticelliho. Oblíbeným Cosimových architektem byl Michellozzo, který pro něj vystavěl nový palác (dnes palazzo Medici-Riccardi). Dalším významným architektem byl Leon Battista Alberti, který mimo jiné napsal teoretický spis O stavitelství vedeném vzorem římského spisovatele Vitruvia a jeho Deseti knih o architektuře. Za průkopníka renesanční architektury je považován především Filippo Brunelleschi. Za nejvýznamnějšího sochaře 15. století a zakladatele renesančního sochařství je považován Donatello. Třetím představitelem rané renesance byl malíř Masaccio, který byl o generaci mladším přítelem Bruneleschiho a Donatella a učil se od nich zásadám lineární perspektivy a základům architektury. Masacciova fresková výzdoba kaple Brancacciů v kostele Santa Maria del Carmine je považována za prvotní dílo renesančního malířství a učili se z ní všichni významní malíři florentské školy.
Velkým mecenášem umění se stal také Cosimům vnuk Lorenzo I., zvaný Il Magnificento (Nádherný), netitulovaný vládce Florencie. Lorenzo byl prvním z rodu Medicejských, kdo byl vychován v humanistické tradici.
Za základ florentské renesance můžeme považovat tři koncepty: klasický humanismus, vědecký naturalismus a individualismus. Na rozdíl od středověkého severského naturalismu, který se spoléhal jen na to, co oko vidí, snažili se zde o naturalismus založený na pečlivém pozorování i např. vnitřní struktury (ukázkou této snahy mohou být da Vinciho pitvy) a studium matematiky (perspektiva). Tento rozkvět umění trval celé 15. století a právě odtud se šířily nové (či znovuobjevené) myšlenky do ostatních italských měst.
V roce 1494 byla Florencie prohlášena republikou, Medicejové byli vyhnáni, a tím skončilo nejvýznamnější období rozkvětu florentské kultury. Republika, zpočátku ovlivňovaná fanatickým mnichem Savonarolou, nemohla poskytovat takové zázemí pro umělce jako Medicejští (výjimkou je Michelangelův David, kterého umělec vytesal počátkem 16. století na zakázku republiky). Mnoho umělců odešlo do jiných měst, často do Říma, kde sídlili papežové ochotní investovat do architektury a uměleckých děl. Například papež Lev X. pocházel z Florencie z rodu Medici. Po návratu Medicejských a jejich povýšení na florentské vévody roku 1531 (od 1569 byli velkovévodové) došlo ještě k některým významným stavební počinům. Giorgio Vasari přestavěl florentskou radnici pro velkovévodu Cosima I. na soukromou rezidenci (Palazzo Ducale, dnes Palazzo il Vecchio – Starý palác) a také palác Pitti na druhém břehu řeky Arna, který zakoupila velkovévodova manželka Eleonora z Toleda. Obě medicejská sídla byla propojena důmyslně vystavěnou krytou spojovací chodbou. Na Cosimův příkaz vybudoval Vassari u Starého paláce rozsáhlou budovu Uffizií, která byla určena pro kanceláře velkovévodských úředníků. Cosimovi nástupci v ní však začali shromažďovat medicejské umělecké sbírky, a vytvořili tak nejstarší galerii na světě.

### Architektura

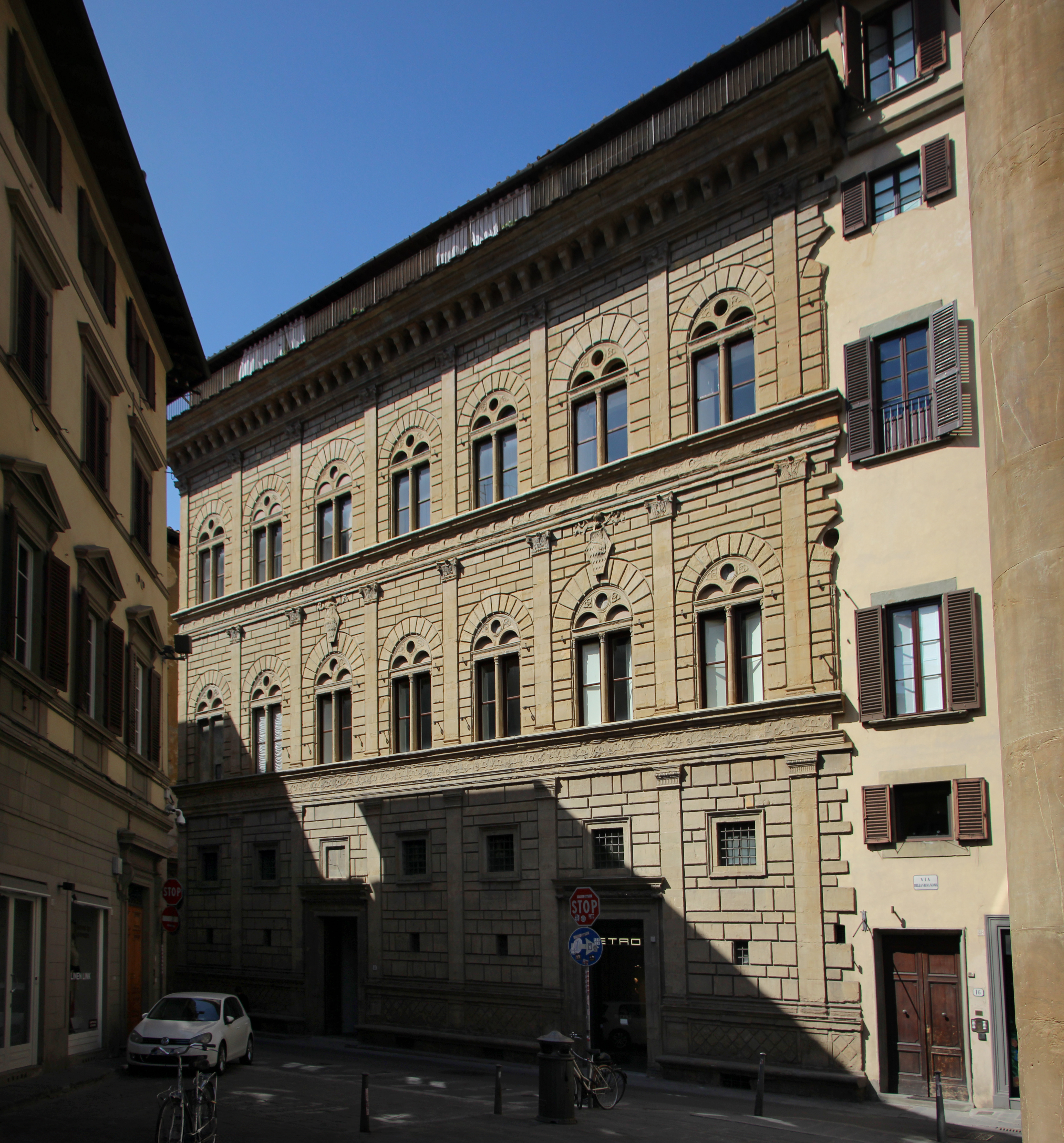
Palác Rucellai, v přízemí dorské sloupy, v prvním patře ionský sloh a ve druhém korintský

Původní Bramantův plán baziliky sv. Petra ve Vatikánu

Ve Florencii působil jeden z největších renesančních architektů Filippo Brunelleschi, který kromě kopule na florentské katedrále Santa Maria del Fiore (inspirován studiem Pantheonu a jiných antických staveb) postavil i kapli Pazziů, jednu z nejdokonalejších raně renesančních staveb. Brunelleschi patřil mezi architekty, kteří se zajímali i o urbanistickou stránku architektury, tj. jakým způsobem stavba funguje v organismu města. Některé jeho studie se týkají plánů ideálního města. Osobním architektem Cosima Medicejského byl Michelozzo, který pro něj postavil další skvost renesančního umění – palác Medici-Riccardi. Významnou ukázkou raně renesanční stavby ovlivněné antikou je palác Ruccellai (první stavba architekta Leon Battisty Albertiho), kde jsou na průčelí modelovány postupně v jednotlivých patrech sloupy v dórském, iónském a korintském stylu.

### Sochařství
Jedním z důležitých podnětů pro vznik nových uměleckých děl byly veřejné zakázky. O získání takové zakázky obvykle probíhala mezi umělci soutěž. Nejvýznamnější raně renesanční sochaři ve Florencii Lorenzo Ghiberti a Filippo Brunelleschi se utkali v soutěži roku 1401 o projekt severních dveří křtitelnice. Tématem soutěžního reliéfu mělo být Obětování Izáka, dále byl určen materiál a tvar (kvadrilob). Nakonec vyhrál Lorenzo Ghiberti spoléhajíc se při zpodobnění biblické scény na svou znalost antických klasických děl, zatímco tradičnější Brunelleschi vycházel ještě z gotických forem. Výběr vítěze těžícího z antické tradice dobře ukazuje, jakých směrem se ubíralo florentské umění. Reliéfní výzdoba celých dveří mu trvala 24 let, dalších 27 let obětoval práci na východních dveřích. V nikách katedrály sv. Petra a kampanily stojí sochy vytvořené Donatellem, mezi nimi i slavný Lo Zuccone (Prorok Habakkuk nebo Jeremiáš). Donatello byl zároveň autorem Davida, první samostatně stojící bronzové sochy od dob antiky.
V další generaci mezi sochaři pak stojí v popředí jména jako Antonio del Pollaiolo nebo Andrea del Verrocchio, v jehož dílně se vyučil Leonardo da Vinci.

### Malířství

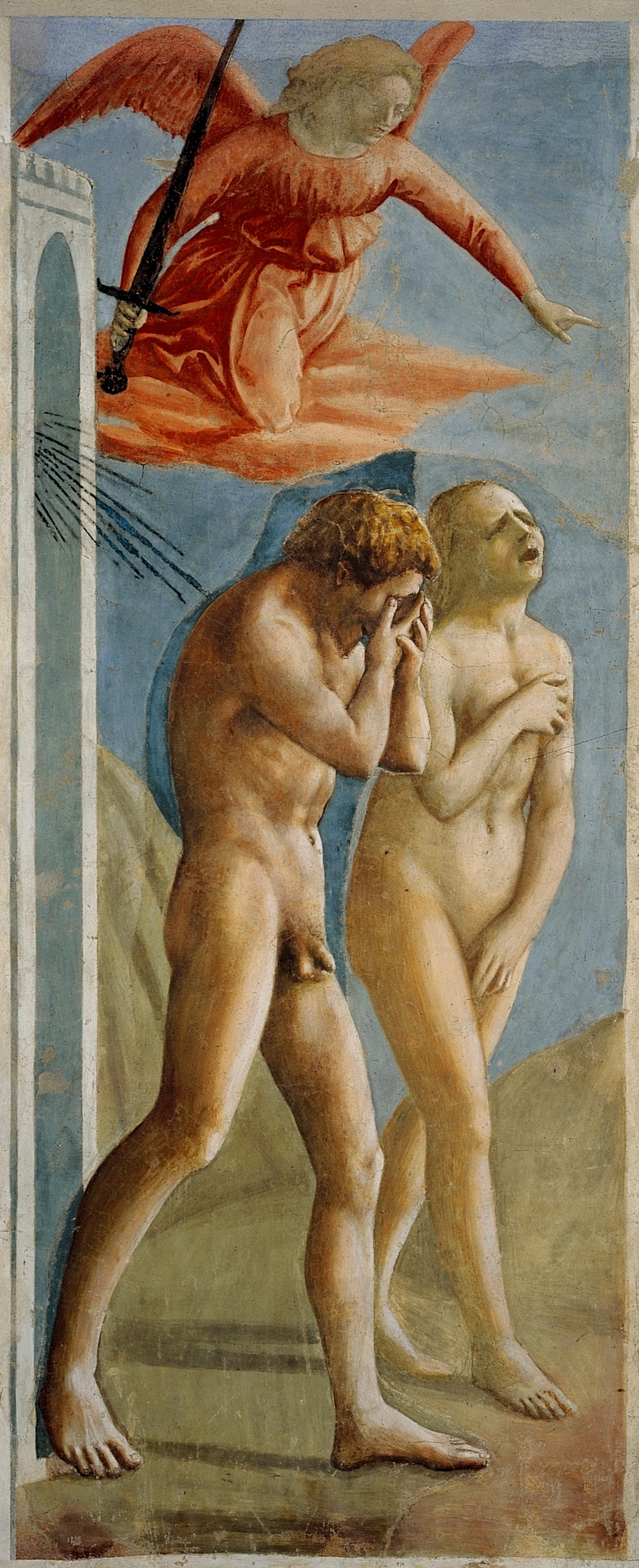
Vyhnání z ráje od Masaccia

Pro italské malířství a sochařství se v renesanci stalo typickým, že malíři sice stejně jako ve středověku uvažovali v pojmech alegorie, symbolismus a moralita, ale zabývali se také hlouběji estetickými problémy, způsoby prezentace a mechanismy zobrazení. Na téma kompozice vznikala i teoretická díla, jedním z nejvýznamnějších je spis Leona Battisty Albertiho, který sepsal v roce 1431.
Masaccio, jeden z největších inovátorů, vytvořil sérii fresek v kapli Brancacciů v kostele Santa Maria del Carmine. Tyto malby patří k nejdůležitějším dílům malířství vůbec. Masaccio poprvé užil atmosférickou perspektivu (na malbě vyhnání z ráje jsou Adam a Eva zasazeni do proudu světla, vrhají tedy stín a jsou tak zasazeni do okolního prostředí).
Masaccio zemřel velmi mladý, ale jinak by patřil do generace slavných mistrů Fra Angelica, Filippa Lippiho, Paolo Uccella nebo Piero della Francesca. V dalších generacích ve Florencii působil Benozzo Gozzoli a slavný Sandro Botticelli. Ve Florencii působil i jeden z největších géniů všech dob Leonardo da Vinci – malíř, sochař, architekt, vynálezce. A pocházel odtud i další: Michelangelo Buonarroti.

### Hudba
- Guillaume Dufay

## Rozšíření renesance
Z Florencie se renesance šířila do okolních států, např. Sieny nebo Luccy. V roce 1447 se v Miláně dostal k moci Francesco Sforza a pod jeho vládou došlo k přetvoření ještě středověkého města v jedno z předních center umění a vzdělanosti. Dalším z center se staly Benátky (benátská malířská škola).
V roce 1378 se do Říma vrátili po dlouhém avignonském zajetí papežů papežové, ovšem Řím nadále zůstával pouze větší vesnicí uprostřed ruin. Přestože již Martin V. (1417-1431) a Evžen IV. (1431-1447) patřili k mecenášům renesančních umělců, začala velká přestavba až za Mikuláše V. (1447-1455). Na konci 15. století se papežská stolice dostala do rukou mocných rodů ze severu – Borgiů a Medicejských. Renesanční duch úplně ovládl i Řím.
Je nutné si v souvislosti se šířením renesance uvědomit, že se jednalo o duchovní a umělecký proud ovlivňující jen malou, privilegovanou část společnosti. Venkov zůstal v podstatě nedotčen (týkalo se jak Itálie, tak i ostatních částí Evropy). Podstatně se změnila města, která byla ovládána obchodnickou nobilitou. Tito lidé se stávali hlavními patrony a mecenáši umělců a také hlavními konzumenty jejich produkce. I nižší, řemeslnické vrstvy ve městech nebyly renesančním duchem příliš dotčeny.
Stejně tak je mylná představa pokroku, který ovlivnil pozitivně i životní podmínky venkovských obyvatel nebo nižších městských vrstev. Období 15. století, tj. období vrcholné renesance bylo z ekonomického hlediska obdobím regrese. Středověká společnost procházela krizí, zesílenou často se opakujícími morovými ranami.

## Římská renesance

### Architektura
V Římě se plně rozvíjí architektonický styl inspirovaný antickým dědictvím. Vzorem se stal Marcus Vitruvius Pollio, jehož dílo De Architectura bylo hojně čteno. Asi nejslavnějším architektem působícím v Římě byl Donato Bramante, který byl mimo jiné pověřen stavbou baziliky sv. Petra a stal se autorem původního projektu. Na této stavbě se podílela po jeho smrti řada dalších významných architektů, mezi nimi i Michelangelo, Raffael nebo Giacomo della Porta. Bramante je autorem i Tempietta sv. Petra v Montorii, považovaného za vzor pro svou proporční dokonalost.
Díky papežské moci a solventnosti a silné vůli se prezentovat došlo i ke stavbě hrobky Julia II. nebo stavbě a výzdobě Sixtinské kaple (Michelangelo) – nikde jinde k takovým velkým stavbám dojít nemohlo.

### Sochařství
- Michelangelo Buonarroti
- Leonardo da Vinci

### Malířství
Hlavními mecenáši se stali Julius II. A Lev X. Silný vliv díky nim v Římě získali tři představitelé vrcholné renesance Leonardo da Vinci, Michelangelo a Raffael – tři největší osobnosti renesančního malířství. Michelangelo dostal zakázku malovat v soukromé papežské kapli a strop Sixtinské kaple. V té samé době mladší Raffael maloval zdi Vatikánského paláce (Athénská škola).

### Hudba
- Josquin Desprez
- Orlando di Lasso
- Giovanni Pierluigi da Palestrina
- Jacob Arcadelt
- Cipriano de Rore
- Luca Marenzio
- Philippe de Monte

## Benátská renesance
Specifický styl se vyvinul v Benátkách, v dalším z bohatých měst severní Itálie, kde si měšťané víc než jinde mohli dovolit investovat peníze do nádhery a přepychu.

### Architektura
Jacopo Sansovito, stavitel knihovny sv. Marka, pocházel z Florencie. Ovlivnil Andrea Palladia, největšího architekta spojovaného s benátským stylem, jehož velkým vzorem byl Vitruvius. Stavěl hlavně ve Vicenze, která tehdy byla součástí Benátské republiky), známá je např. Villa Rotonda.

### Malířství
Pro benátské malíře je typických několik rysů. Užití oleje jako přísady do barev umožnilo širší práci se štětcem. Protože se zvětšil rozsah barev, mohli si dovolit hlubší stín, ze kterého se vynořovaly postavy. Mezi nejznámější jména spojená s benátskou školou patří členové rodiny Belliniů – Giovanni Bellini, bratr Gentille Bellini a jejich švagr Andrea Mantegna z Mantovy.
- Giorgione resp. Giorgio Barbarelli da Castelfranco
- Tizian resp. Tizian Vecelli
- Tintoretto resp. Jacopo Tintoretto
- Paolo Veronese

### Hudba
- Giovanni Gabrieli
- Claudio Monteverdi